# Силвертон (Техас)
Силвертон (англ. Silverton) — город в США, расположенный в северной части штата Техас, административный центр округа Бриско. По данным переписи за 2010 год число жителей составлял 731 человек, по оценке Бюро переписи США в 2018 году в городе проживало 709 человек.

## История
В августе 1890 года Томас Брэйдфут заявил претензии на участок земли, на котором располагается нынешний город. Утверждается, что название города придумала жена Брэйдфута и оно связано с цветом воды в мелких озёрах рядом с поселением. К осени 1891 года в Силвертоне работали почтовый офис, три магазина, кузница и школа. Первую газету в городе, Silverton Light, организовал Томас Бриско. При образовании нового округа было проведено специальное голосование 15 марта 1892 года, на котором Силвертон победил города Лингуиш и Тарлтон в борьбе за звание административного центра.
Силвертон быстро превратился в торговый центр местных фермеров и скотоводов. В 1928 году в город была проведена железная дорога Fort Worth and Denver South Plains Railway, вскоре город получил устав и начал формировать органы местного управления. В 1929 году в регион был проведён природный газ. К 1940 году в Силвертоне работало 35 предприятий.
За время своего существования город страдал от степных пожаров, нашествий кузнечиков, пылевых штормов и циклонов. Самая крупная катастрофа произошла 15 мая 1957 года, когда от торнадо нанесло ущерб более чем на 1 миллион долларов и 21 человека умершими.

## География
Силвертон находится в западной части округа, его координаты: 34°28′27″ с. ш. 101°18′17″ з. д..
Согласно данным бюро переписи США, площадь города составляет около 2,6 км2, полностью занятых сушей.

### Климат
Согласно классификации климатов Кёппена, в Силвертоне преобладает семиаридный климат умеренных широт (BSk).
| Показатель                    | Янв.  | Фев.  | Март  | Апр. | Май  | Июнь | Июль | Авг. | Сен. | Окт. | Нояб. | Дек.  | Год   |
| ----------------------------- | ----- | ----- | ----- | ---- | ---- | ---- | ---- | ---- | ---- | ---- | ----- | ----- | ----- |
| Абсолютный максимум, °C       | 26,7  | 30,6  | 34,4  | 36,7 | 41,7 | 42,8 | 41,1 | 40,6 | 39,4 | 37,8 | 31,1  | 27,2  | 42,8  |
| Средний суточный максимум, °C | 10,4  | 12,8  | 17,1  | 22,2 | 26,4 | 30,8 | 32,8 | 31,7 | 27,8 | 22,9 | 16,2  | 11,2  | 21,8  |
| Средняя температура, °C       | 2,3   | 4,6   | 8,6   | 13,7 | 18,7 | 23,3 | 25,5 | 24,6 | 20,6 | 14,8 | 8,2   | 3,3   | 14    |
| Средний суточный минимум, °C  | −5,7  | −3,7  | 0,1   | 5,2  | 10,8 | 15,9 | 18,2 | 17,3 | 13,3 | 6,7  | 0,1   | −4,6  | 6,2   |
| Абсолютный минимум, °C        | −22,8 | −21,7 | −15,6 | −7,2 | −2,2 | 6,1  | 11,7 | 10   | −1,1 | −8,9 | −17,2 | −23,3 | −23,3 |
| Норма осадков, мм             | 17    | 17    | 28    | 41   | 80   | 96   | 62   | 67   | 61   | 43   | 20    | 19    | 550   |
| Источник: weatherbase.com     |       |       |       |      |      |      |      |      |      |      |       |       |       |

## Население
Согласно переписи населения 2010 года в городе проживал 731 человек, было 283 домохозяйства и 205 семей. Расовый состав города: 87 % — белые, 2,2 % — афроамериканцы, 0,3 % — коренные жители США, 0,0 % — азиаты, 0,0 % (0 человек) — жители Гавайев или Океании, 8,8 % — другие расы, 1,8 % — две и более расы. Число испаноязычных жителей любых рас составило 31,9 %.
Из 283 домохозяйств, в 36 % живут дети младше 18 лет. 59,7 % домохозяйств представляли собой совместно проживающие супружеские пары (24,7 % с детьми младше 18 лет), в 8,1 % домохозяйств женщины проживали без мужей, в 4,6 % домохозяйств мужчины проживали без жён, 27,6 % домохозяйств не являлись семьями. В 26,1 % домохозяйств проживал только один человек, 14,5 % составляли одинокие пожилые люди (старше 65 лет). Средний размер домохозяйства составлял 2,58. Средний размер семьи — 3,1 человека.
Население города по возрастному диапазону распределилось следующим образом: 29 % — жители младше 20 лет, 22 % находятся в возрасте от 20 до 39, 29,8 % — от 40 до 64, 19,2% — 65 лет и старше. Средний возраст составляет 38,8 года.
Согласно данным пятилетнего опроса 2018 года, средний доход домохозяйства в Силвертоне составляет 35 125 долларов США в год, средний доход семьи — 40 208 долларов. Доход на душу населения в городе составляет 19 341 доллар. Около 9,1 % семей и 15 % населения находятся за чертой бедности. В том числе 14,7 % в возрасте до 18 лет и 19,8 % в возрасте 65 и старше.

## Местное управление
Управление городом осуществляется мэром и городским советом, состоящим из пяти человек. Один из членов совета выбирается заместителем мэра.
Другими важными должностями, на которые происходит наём сотрудников, являются:
- Городской секретарь
- Городской администратор
- Городской юрист
- Шеф пожарной охраны

## Инфраструктура и транспорт
Основными автомагистралями, проходящими через Силвертон, являются:
- автомагистраль 86 штата Техас идёт с востока от Эстеллайна на запад к Тулии.
- автомагистраль 207 штата Техас идёт с севера от Клода на юг к Флойдейде.
- автомагистраль 256 штата Техас начинается в Силвертоне и идёт на северо-восток к техасскому Мемфису.

Ближайшим аэропортом, выполняющим коммерческие рейсы, является международный аэропорт Рика Хасбанда в Амарилло. Аэропорт находится примерно в 120 километрах к северу от Силвертона.

## Образование
Город обслуживается независимым школьным округом Силвертон.

## Отдых и развлечения
В подвале здания суда округа Бриско находится небольшой музей округа. Ежегодно, во вторые выходные августа, отмечается день рождения округа Бриско.